# Bellamya ecclesi
Bellamya ecclesi là một loài ốc nước ngọt cỡ lớn có mang và vảy, là động vật thân mềm chân bụng sống dưới nước thuộc họ Viviparidae.
Loài này có ở Malawi và Mozambique. Môi trường sống tự nhiên của chúng là hồ nước ngọt.